# Tobiáš
Tobiáš je mužské křestní jméno hebrejského původu. Vzniklo pořečtěním hebrejského jména טוֹבִיָּהוּ (Tovijahu) nebo טוֹבִיָּה (Tovija či Tuvja) a vykládá se jako „Hospodin je dobrotivý“ případně „mým dobrem je Hospodin“. Osamostatněnou zkráceninou je Toby.
Podle nového kalendáře má od roku 2011 jméno Tobiáš svátek 2. listopadu. Na jeho zařazení do českého kalendáře měla podíl iniciativa rodičů, u jejíhož vzniku stál Tomáš Zdechovský.

## Bible
V bibli se vyskytuje ve Starém zákoně (jméno se zde uvádí i jako Tobijáš). Existuje
- kniha Tóbijáš,

a dále zde vystupuje několik Tobiášů:
- Tobijáš (2 Pa 17,8), hebr. טּוֹבִיָּהוּ Hospodin je dobrý, LXX Τωβιας, jeden z levitů, které Jóšafat poslal, aby učili v judských městech. Jméno vynechávají Codex Vaticanus a Codex Alexandrinus, ale ostatní důležité řecké rukopisy a Vulgata jej uvádějí.
- Tóbijáš (Zach 6,10), hebr. טּוֹבִיָּהוּ Hospodin je dobrý, Sept. χρησίμον, Vulg. Tobia; jeden ze skupiny Židů, kteří přišli z Babylóna do Jeruzaléma za panování Zorobábelova se zlatem a stříbrem, aby nechali udělat tiáru pro velekněze Jóšuu, syna Jósadakova.
- Tóbijáš (2 Mak 3,11), LXX Τωβια; otec Hirkánův.
- Tóbijáš (Tob 1,9n) syn Tóbitův, o němž vypráví kniha Tóbijáš.

## Další nositelé jména
- Tobiáš z Bechyně (též Tobiáš z Benešova) – pražský biskup mezi léty 1278–1296
- Tobias Angerer – německý reprezentant v běhu na lyžích
- Tobiáš Březina – sídelní kanovník litoměřické kapituly a první generální vikář litoměřické diecéze
- Tobiáš Jirous – český spisovatel, prozaik, herec a hudebník
- Tobias Linderoth – švédský fotbalový záložník
- Tobias Moretti – rakouský herec
- Tobias Regner – německý zpěvák
- Tuvia Tenenbom – izraelský spisovatel a žurnalista
- Tuvja Ribner – izraelský básník slovenského původu
- Tobias Sammet – německý metalový zpěvák a skladatel
- Tobiáš Štefek z Koloděj – český šlechtic, původem měšťan

## Fiktivní nositelé
- Tovje – hrdina Šolema Alejchema Tovje vdává dcery (viz Šumař na střeše)
- Tobiáš – postava z knih Noční klub 1 a 2 a Vyhlídka na věčnost (Jiří Kulhánek)
- Tobiáš Mícha – gruntovník, otec Vaška a Jeníka z opery Bedřicha Smetany Prodaná nevěsta
- Tobiáš – opička z kresleného seriálu Tobiáš a Kapucínek autorek Jarmily Čermákové (text) a Zdeňky Krejčové (obrázky), který vycházel v letech 1977 – 1980 v časopise Čtyřlístek[2]